# César Montes
César Jasib Montes Castro (Hermosillo, 24 febbraio 1997) è un calciatore messicano, difensore della Lokomotiv Mosca e della nazionale messicana.

## Biografia
È fratello di Alán Montes, a sua volta calciatore professionista.

## Caratteristiche tecniche
È un difensore forte fisicamente e dotato di buona esplosività. Elogiato spesso per il suo impegno in campo, nonostante la giovane età è considerato un leader.

## Carriera

### Club
Dal 2013 gioca nel campionato messicano, dove ha vestito solamente la maglia del Monterrey.

### Nazionale
È stato convocato per le Olimpiadi nel 2016 e nel 2020, anno in cui ha anche vinto una medaglia di bronzo. Ha inoltre partecipato anche ai Mondiali del 2022 ed a due edizioni della CONCACAF Gold Cup (2017 e 2019, quest'ultima peraltro anche vinta).

## Statistiche

### Presenze e reti nei club
Statistiche aggiornate al 2 luglio 2025.
| Stagione         | Squadra          | Campionato       | Campionato | Campionato | Coppe nazionali | Coppe nazionali | Coppe nazionali | Coppe continentali | Coppe continentali | Coppe continentali | Altre coppe | Altre coppe | Altre coppe | Totale | Totale | Totale |
| Stagione         | Squadra          | Comp             | Pres       | Reti       | Comp            | Pres            | Reti            | Comp               | Pres               | Reti               | Comp        | Pres        | Reti        | Pres   | Reti   |        |
| ---------------- | ---------------- | ---------------- | ---------- | ---------- | --------------- | --------------- | --------------- | ------------------ | ------------------ | ------------------ | ----------- | ----------- | ----------- | ------ | ------ | ------ |
| 2015-2016        | Monterrey        | PD               | 27+6       | 0+1        | cMX             | 4               | 1               | -                  | -                  | -                  | -           | -           | -           | 37     | 2      |        |
| 2016-2017        | Monterrey        | PD               | 31+2       | 4          | cMX             | 6               | 0               | CCL                | 2                  | 1                  | -           | -           | -           | 41     | 5      |        |
| 2017-2018        | Monterrey        | PD               | 24+3       | 0          | cMX             | 10              | 0               | -                  | -                  | -                  | -           | -           | -           | 37     | 0      |        |
| 2018-2019        | Monterrey        | PD               | 19+6       | 2          | cMX             | 1               | 0               | CCL                | 7                  | 0                  | -           | -           | -           | 33     | 2      |        |
| 2019-2020        | Monterrey        | PD               | 18+6       | 1          | cMX             | 10              | 1               | -                  | -                  | -                  | CmC         | 2           | 0           | 36     | 2      |        |
| 2020-2021        | Monterrey        | PD               | 27+3       | 0          | -               | -               | -               | CCL                | 6                  | 0                  | -           | -           | -           | 36     | 0      |        |
| 2021-2022        | Monterrey        | PD               | 27+1       | 1          | -               | -               | -               | -                  | -                  | -                  | CmC         | 1           | 1           | 29     | 2      |        |
| 2022-gen. 2023   | Monterrey        | PD               | 13+3       | 0          | -               | -               | -               | -                  | -                  | -                  | -           | -           | -           | 16     | 0      |        |
| Totale Monterrey | Totale Monterrey | Totale Monterrey | 186+30     | 8+1        |                 | 31              | 2               |                    | 15                 | 1                  |             | 3           | 1           | 265    | 13     |        |
| gen.-giu. 2023   | Espanyol         | PD               | 20         | 3          | CR              | 2               | 0               | -                  | -                  | -                  | -           | -           | -           | 22     | 3      |        |
| 2023-2024        | Almería          | PD               | 21         | 0          | CR              | 1               | 0               | -                  | -                  | -                  | -           | -           | -           | 22     | 0      |        |
| ago.-set. 2024   | Almería          | PD               | 1          | 0          | CR              | 0               | 0               | -                  | -                  | -                  | -           | -           | -           | 1      | 0      |        |
| Totale Almeria   | Totale Almeria   | Totale Almeria   | 22         | 0          |                 | 1               | 0               |                    | -                  | -                  |             | -           | -           | 23     | 0      |        |
| 2024-2025        | Lokomotiv Mosca  | PL               | 16         | 0          | KR              | 4               | 2               | -                  | -                  | -                  | -           | -           | -           | 20     | 2      |        |
| Totale carriera  | Totale carriera  | Totale carriera  | 274        | 12         |                 | 38              | 4               |                    | 15                 | 1                  |             | 3           | 1           | 330    | 18     |        |

### Cronologia presenze e reti in nazionale
| Cronologia completa delle presenze e delle reti in nazionale ― Messico | Cronologia completa delle presenze e delle reti in nazionale ― Messico | Cronologia completa delle presenze e delle reti in nazionale ― Messico | Cronologia completa delle presenze e delle reti in nazionale ― Messico | Cronologia completa delle presenze e delle reti in nazionale ― Messico | Cronologia completa delle presenze e delle reti in nazionale ― Messico | Cronologia completa delle presenze e delle reti in nazionale ― Messico | Cronologia completa delle presenze e delle reti in nazionale ― Messico |
| Data                                                                   | Città                                                                  | In casa                                                                | Risultato                                                              | Ospiti                                                                 | Competizione                                                           | Reti                                                                   | Note                                                                   |
| ---------------------------------------------------------------------- | ---------------------------------------------------------------------- | ---------------------------------------------------------------------- | ---------------------------------------------------------------------- | ---------------------------------------------------------------------- | ---------------------------------------------------------------------- | ---------------------------------------------------------------------- | ---------------------------------------------------------------------- |
| 13-7-2017                                                              | Denver                                                                 | Messico                                                                | 0 – 0                                                                  | Giamaica                                                               | Gold Cup 2017 - 1º turno                                               | -                                                                      | 46’                                                                    |
| 16-7-2017                                                              | San Antonio                                                            | Curaçao                                                                | 0 – 2                                                                  | Messico                                                                | Gold Cup 2017 - 1º turno                                               | -                                                                      |                                                                        |
| 1-9-2017                                                               | Città del Messico                                                      | Messico                                                                | 1 – 0                                                                  | Panama                                                                 | Qual. Mondiali 2018                                                    | -                                                                      |                                                                        |
| 5-9-2017                                                               | San José                                                               | Costa Rica                                                             | 1 – 1                                                                  | Messico                                                                | Qual. Mondiali 2018                                                    | -                                                                      | 79’                                                                    |
| 13-11-2017                                                             | Danzica                                                                | Polonia                                                                | 0 – 1                                                                  | Messico                                                                | Amichevole                                                             | -                                                                      | 46’                                                                    |
| 27-3-2019                                                              | Santa Clara                                                            | Messico                                                                | 4 – 2                                                                  | Paraguay                                                               | Amichevole                                                             | -                                                                      | 73’                                                                    |
| 9-6-2019                                                               | Arlington                                                              | Messico                                                                | 3 – 2                                                                  | Ecuador                                                                | Amichevole                                                             | -                                                                      |                                                                        |
| 15-6-2019                                                              | Pasadena                                                               | Messico                                                                | 7 – 0                                                                  | Cuba                                                                   | Gold Cup 2019 - 1º turno                                               | -                                                                      | 13’                                                                    |
| 23-6-2019                                                              | Charlotte                                                              | Martinica                                                              | 2 – 3                                                                  | Messico                                                                | Gold Cup 2019 - 1º turno                                               | -                                                                      |                                                                        |
| 15-11-2019                                                             | Panama                                                                 | Panama                                                                 | 0 – 3                                                                  | Messico                                                                | CONCACAF Nations League 2019-2020 - 2º turno                           | -                                                                      |                                                                        |
| 30-9-2020                                                              | Città del Messico                                                      | Messico                                                                | 3 – 0                                                                  | Guatemala                                                              | Amichevole                                                             | -                                                                      | 78’                                                                    |
| 7-10-2020                                                              | Amsterdam                                                              | Paesi Bassi                                                            | 0 – 1                                                                  | Messico                                                                | Amichevole                                                             | -                                                                      |                                                                        |
| 27-3-2021                                                              | Cardiff                                                                | Galles                                                                 | 1 – 0                                                                  | Messico                                                                | Amichevole                                                             | -                                                                      |                                                                        |
| 1-7-2021                                                               | Nashville                                                              | Messico                                                                | 3 – 0                                                                  | Panama                                                                 | Amichevole                                                             | 1                                                                      | 65’                                                                    |
| 2-9-2021                                                               | Città del Messico                                                      | Messico                                                                | 2 – 1                                                                  | Giamaica                                                               | Qual. Mondiali 2022                                                    | -                                                                      |                                                                        |
| 5-9-2021                                                               | San José                                                               | Costa Rica                                                             | 0 – 1                                                                  | Messico                                                                | Qual. Mondiali 2022                                                    | -                                                                      | 46’                                                                    |
| 8-9-2021                                                               | Panama                                                                 | Panama                                                                 | 1 – 1                                                                  | Messico                                                                | Qual. Mondiali 2022                                                    | -                                                                      |                                                                        |
| 7-10-2021                                                              | Città del Messico                                                      | Messico                                                                | 1 – 1                                                                  | Canada                                                                 | Qual. Mondiali 2022                                                    | -                                                                      |                                                                        |
| 10-10-2021                                                             | Città del Messico                                                      | Messico                                                                | 3 – 0                                                                  | Honduras                                                               | Qual. Mondiali 2022                                                    | -                                                                      | 13’                                                                    |
| 30-1-2022                                                              | Città del Messico                                                      | Messico                                                                | 0 – 0                                                                  | Costa Rica                                                             | Qual. Mondiali 2022                                                    | -                                                                      |                                                                        |
| 2-2-2022                                                               | Città del Messico                                                      | Messico                                                                | 1 – 0                                                                  | Panama                                                                 | Qual. Mondiali 2022                                                    | -                                                                      |                                                                        |
| 24-3-2022                                                              | Città del Messico                                                      | Messico                                                                | 0 – 0                                                                  | Stati Uniti                                                            | Qual. Mondiali 2022                                                    | -                                                                      |                                                                        |
| 27-3-2022                                                              | San Pedro Sula                                                         | Honduras                                                               | 0 – 1                                                                  | Messico                                                                | Qual. Mondiali 2022                                                    | -                                                                      |                                                                        |
| 30-3-2022                                                              | Città del Messico                                                      | Messico                                                                | 2 – 0                                                                  | El Salvador                                                            | Qual. Mondiali 2022                                                    | -                                                                      | 79’                                                                    |
| 29-5-2022                                                              | Arlington                                                              | Messico                                                                | 2 – 1                                                                  | Nigeria                                                                | Amichevole                                                             | -                                                                      |                                                                        |
| 3-6-2022                                                               | Glendale                                                               | Messico                                                                | 0 – 3                                                                  | Uruguay                                                                | Amichevole                                                             | -                                                                      |                                                                        |
| 31-8-2022                                                              | Atlanta                                                                | Messico                                                                | 0 – 1                                                                  | Paraguay                                                               | Amichevole                                                             | -                                                                      |                                                                        |
| 25-9-2022                                                              | Pasadena                                                               | Messico                                                                | 1 – 0                                                                  | Perù                                                                   | Amichevole                                                             | -                                                                      |                                                                        |
| 28-9-2022                                                              | Santa Clara                                                            | Messico                                                                | 2 – 3                                                                  | Colombia                                                               | Amichevole                                                             | -                                                                      | 61’                                                                    |
| 9-11-2022                                                              | Girona                                                                 | Messico                                                                | 4 – 0                                                                  | Iraq                                                                   | Amichevole                                                             | -                                                                      |                                                                        |
| 16-11-2022                                                             | Girona                                                                 | Messico                                                                | 1 – 2                                                                  | Svezia                                                                 | Amichevole                                                             | -                                                                      | 62’                                                                    |
| 22-11-2022                                                             | Doha                                                                   | Messico                                                                | 0 – 0                                                                  | Polonia                                                                | Mondiali 2022 - 1º turno                                               | -                                                                      |                                                                        |
| 26-11-2022                                                             | Lusail                                                                 | Argentina                                                              | 2 – 0                                                                  | Messico                                                                | Mondiali 2022 - 1º turno                                               | -                                                                      |                                                                        |
| 30-11-2022                                                             | Lusail                                                                 | Arabia Saudita                                                         | 1 – 2                                                                  | Messico                                                                | Mondiali 2022 - 1º turno                                               | -                                                                      |                                                                        |
| 26-3-2023                                                              | Città del Messico                                                      | Messico                                                                | 2 – 2                                                                  | Giamaica                                                               | CONCACAF Nations League 2022-2023 - 1º turno                           | -                                                                      |                                                                        |
| 15-6-2023                                                              | Paradise                                                               | Stati Uniti                                                            | 3 – 0                                                                  | Messico                                                                | CONCACAF Nations League 2022-2023 - Semifinale                         | -                                                                      | 69’                                                                    |
| 8-7-2023                                                               | Arlington                                                              | Messico                                                                | 2 – 0                                                                  | Costa Rica                                                             | Gold Cup 2023 - Quarti di finale                                       | -                                                                      |                                                                        |
| 12-7-2023                                                              | Paradise                                                               | Giamaica                                                               | 0 – 3                                                                  | Messico                                                                | Gold Cup 2023 - Semifinale                                             | -                                                                      |                                                                        |
| 16-7-2023                                                              | Inglewood                                                              | Messico                                                                | 1 – 0                                                                  | Panama                                                                 | Gold Cup 2023 - Finale                                                 | -                                                                      | 45+3’                                                                  |
| 14-10-2023                                                             | Charlotte                                                              | Messico                                                                | 2 – 0                                                                  | Ghana                                                                  | Amichevole                                                             | -                                                                      |                                                                        |
| 17-10-2023                                                             | Filadelfia                                                             | Messico                                                                | 2 – 2                                                                  | Germania                                                               | Amichevole                                                             | -                                                                      |                                                                        |
| 17-11-2023                                                             | Tegucigalpa                                                            | Honduras                                                               | 2 – 0                                                                  | Messico                                                                | CONCACAF Nations League 2023-2024 - Quarti di finale                   | -                                                                      |                                                                        |
| 21-11-2023                                                             | Città del Messico                                                      | Messico                                                                | 2 – 0 dts (4 – 2 dtr)                                                  | Honduras                                                               | CONCACAF Nations League 2023-2024 - Quarti di finale                   | -                                                                      | 105’                                                                   |
| 21-3-2024                                                              | Arlington                                                              | Panama                                                                 | 0 – 3                                                                  | Messico                                                                | CONCACAF Nations League 2023-2024 - Semifinale                         | -                                                                      |                                                                        |
| 24-3-2024                                                              | Arlington                                                              | Messico                                                                | 0 – 2                                                                  | Stati Uniti                                                            | CONCACAF Nations League 2023-2024 - Finale                             | -                                                                      |                                                                        |
| 22-6-2024                                                              | Houston                                                                | Messico                                                                | 1 – 0                                                                  | Giamaica                                                               | Coppa America 2024 - 1º turno                                          | -                                                                      |                                                                        |
| 26-6-2024                                                              | Inglewood                                                              | Venezuela                                                              | 1 – 0                                                                  | Messico                                                                | Coppa America 2024 - 1º turno                                          | -                                                                      | cap. 46’                                                               |
| 30-6-2024                                                              | Glendale                                                               | Messico                                                                | 0 – 0                                                                  | Ecuador                                                                | Coppa America 2024 - 1º turno                                          | -                                                                      | cap. 6’                                                                |
| 7-9-2024                                                               | Pasadena                                                               | Messico                                                                | 3 – 0                                                                  | Nuova Zelanda                                                          | Amichevole                                                             | -                                                                      | cap.                                                                   |
| 15-10-2024                                                             | Guadalajara                                                            | Messico                                                                | 2 – 0                                                                  | Stati Uniti                                                            | Amichevole                                                             | -                                                                      |                                                                        |
| 15-11-2024                                                             | San Pedro Sula                                                         | Honduras                                                               | 2 – 0                                                                  | Messico                                                                | CONCACAF Nations League 2024-2025 - Quarti di finale                   | -                                                                      | 73’                                                                    |
| 19-11-2024                                                             | Toluca                                                                 | Messico                                                                | 4 – 0                                                                  | Honduras                                                               | CONCACAF Nations League 2024-2025 - Quarti di finale                   | -                                                                      | 21’                                                                    |
| 23-3-2025                                                              | Inglewood                                                              | Messico                                                                | 2 – 1                                                                  | Panama                                                                 | CONCACAF Nations League 2024-2025 - Finale                             | -                                                                      |                                                                        |
| 7-6-2025                                                               | Salt Lake City                                                         | Messico                                                                | 2 – 4                                                                  | Svizzera                                                               | Amichevole                                                             | -                                                                      | cap. 50’ 83’                                                           |
| 10-6-2025                                                              | Chapel Hill                                                            | Messico                                                                | 1 – 0                                                                  | Turchia                                                                | Amichevole                                                             | -                                                                      |                                                                        |
| 14-6-2025                                                              | Inglewood                                                              | Messico                                                                | 3 – 2                                                                  | Rep. Dominicana                                                        | Gold Cup 2025 - 1º turno                                               | 1                                                                      | 82’                                                                    |
| 18-6-2025                                                              | Arlington                                                              | Suriname                                                               | 0 – 2                                                                  | Messico                                                                | Gold Cup 2025 - 1° turno                                               | 2                                                                      | 88’                                                                    |
| 22-6-2025                                                              | Paradise                                                               | Messico                                                                | 0 – 0                                                                  | Costa Rica                                                             | Gold Cup 2025 - 1° turno                                               | -                                                                      | 57’                                                                    |
| 2-7-2025                                                               | Santa Clara                                                            | Messico                                                                | 1 – 0                                                                  | Honduras                                                               | Gold Cup 2025 - Semifinale                                             | -                                                                      |                                                                        |
| 6-7-2025                                                               | Houston                                                                | Stati Uniti                                                            | 1 – 2                                                                  | Messico                                                                | Gold Cup 2025 - Finale                                                 | -                                                                      | 44’                                                                    |
| Totale                                                                 |                                                                        | Presenze                                                               | 60                                                                     |                                                                        | Reti                                                                   | 4                                                                      |                                                                        |

| Cronologia completa delle presenze e delle reti in nazionale ― Messico olimpica | Cronologia completa delle presenze e delle reti in nazionale ― Messico olimpica | Cronologia completa delle presenze e delle reti in nazionale ― Messico olimpica | Cronologia completa delle presenze e delle reti in nazionale ― Messico olimpica | Cronologia completa delle presenze e delle reti in nazionale ― Messico olimpica | Cronologia completa delle presenze e delle reti in nazionale ― Messico olimpica | Cronologia completa delle presenze e delle reti in nazionale ― Messico olimpica | Cronologia completa delle presenze e delle reti in nazionale ― Messico olimpica |
| Data                                                                            | Città                                                                           | In casa                                                                         | Risultato                                                                       | Ospiti                                                                          | Competizione                                                                    | Reti                                                                            | Note                                                                            |
| ------------------------------------------------------------------------------- | ------------------------------------------------------------------------------- | ------------------------------------------------------------------------------- | ------------------------------------------------------------------------------- | ------------------------------------------------------------------------------- | ------------------------------------------------------------------------------- | ------------------------------------------------------------------------------- | ------------------------------------------------------------------------------- |
| 4-8-2016                                                                        | Salvador de Bahia                                                               | Messico olimpica                                                                | 2 – 2                                                                           | Germania olimpica                                                               | Olimpiadi 2016 - 1°turno                                                        | -                                                                               |                                                                                 |
| 7-8-2016                                                                        | Salvador de Bahia                                                               | Figi olimpica                                                                   | 1 – 5                                                                           | Messico olimpica                                                                | Olimpiadi 2016 - 1°turno                                                        | -                                                                               | 71’                                                                             |
| 10-8-2016                                                                       | Brasília                                                                        | Corea del Sud olimpica                                                          | 1 – 0                                                                           | Messico olimpica                                                                | Olimpiadi 2016 - 1°turno                                                        | -                                                                               |                                                                                 |
| 22-7-2021                                                                       | Tokyo                                                                           | Messico olimpica                                                                | 4 – 1                                                                           | Francia olimpica                                                                | Olimpiadi 2021 - 1°turno                                                        | -                                                                               |                                                                                 |
| 25-7-2021                                                                       | Saitama                                                                         | Giappone olimpica                                                               | 2 – 1                                                                           | Messico olimpica                                                                | Olimpiadi 2021 - 1°turno                                                        | -                                                                               | 11’                                                                             |
| 28-7-2021                                                                       | Sapporo                                                                         | Sudafrica olimpica                                                              | 0 – 3                                                                           | Messico olimpica                                                                | Olimpiadi 2021 - 1°turno                                                        | -                                                                               |                                                                                 |
| 31-7-2021                                                                       | Yokohama                                                                        | Corea del Sud olimpica                                                          | 3 – 6                                                                           | Messico olimpica                                                                | Olimpiadi 2021 - Quarti di finale                                               | -                                                                               |                                                                                 |
| 3-8-2021                                                                        | Kashima                                                                         | Messico olimpica                                                                | 0 – 0 dts (1 - 4 dcr)                                                           | Brasile olimpica                                                                | Olimpiadi 2021 - Semifinale                                                     | -                                                                               | 40’                                                                             |
| 6-8-2021                                                                        | Saitama                                                                         | Messico olimpica                                                                | 3 – 1                                                                           | Giappone olimpica                                                               | Olimpiadi 2021 - Finale 3°- 4° posto                                            | -                                                                               |                                                                                 |
| Totale                                                                          |                                                                                 | Presenze                                                                        | 9                                                                               |                                                                                 | Reti                                                                            | 0                                                                               |                                                                                 |

## Palmarès

### Club

#### Competizioni nazionali
- Coppa del Messico: 1

Monterrey: Apertura 2017

#### Competizioni internazionali
- CONCACAF Champions League: 2

Monterrey: 2019, 2021

### Nazionale
- Gold Cup: 3

2019, 2023, 2025